# Syb van der Ploeg

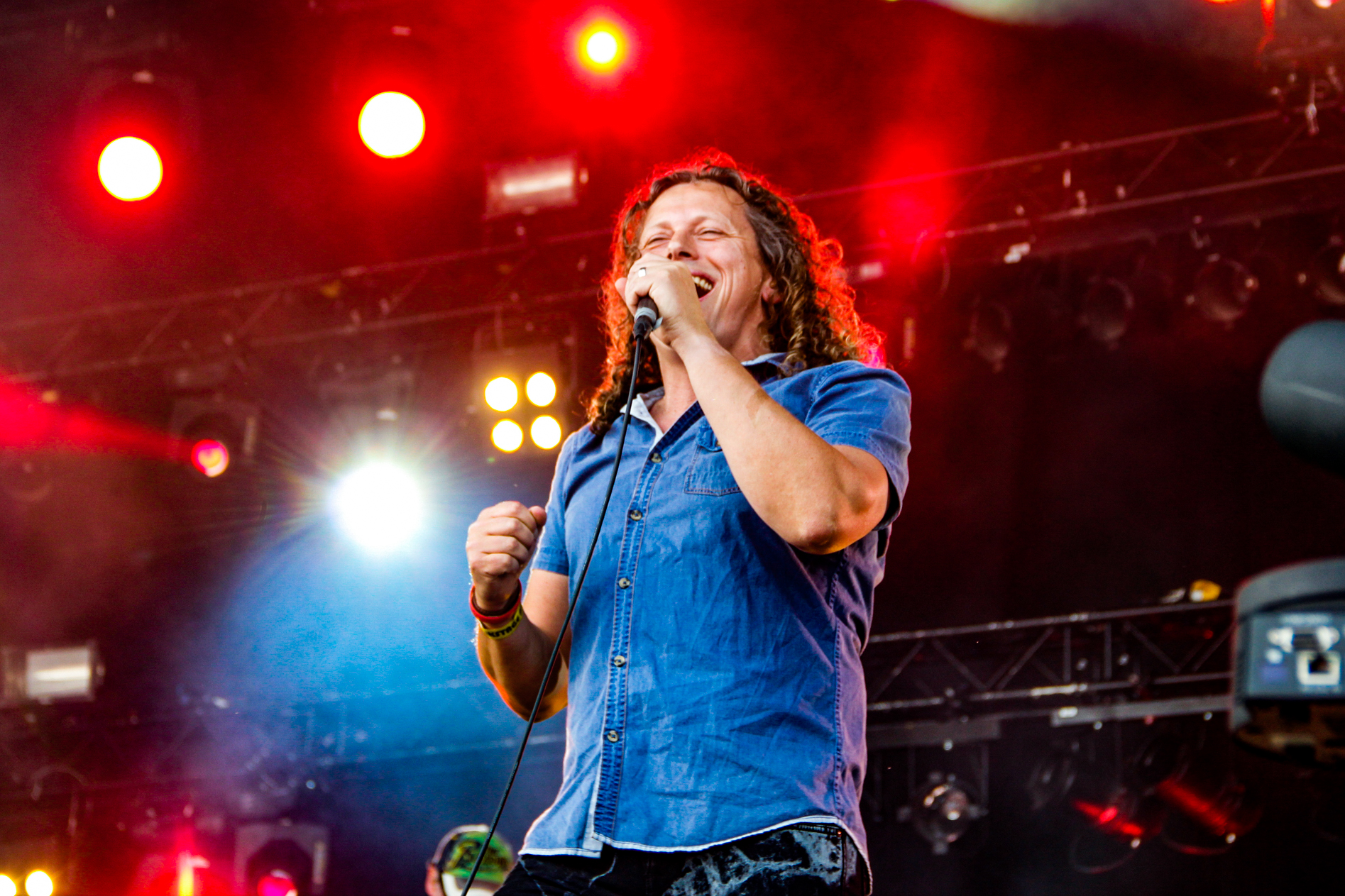
Van der Ploeg tijdens Retropop (2014)

Syb van der Ploeg (Dokkum, 15 juni 1966) is een Nederlands zanger, componist en tekstschrijver.

## Levensloop
Syb van der Ploeg is geboren in Dokkum, maar woonde het grootste deel van zijn jeugd in Zwaagwesteinde. In zijn middelbareschooltijd zat hij op de Christelijke Mavo 'De Saad' in Damwoude. Hij speelde vanaf 1985 in een bandje, Wish to Escape, met 'zijn grote neef' Peter van der Ploeg (gitaar), Kees Bode (toetsen), Dicky Visser (drums) en Sytse Broersma (bas). In 1992 besloten ze Nederlandstalige nummers te maken. De naam werd veranderd in De Kast. Drummer Nico Outhuijse kwam er bij in 1993, ter vervanging van Dicky Visser. Hun doorbraak kwam in 1997 met het Friestalige nummer In nije dei.
In 2002 besloot hij samen met Outhuijse De Kast te verlaten en een Engelstalige rockband op te richten: Spanner. Vanaf 2006 speelde Van der Ploeg weer geregeld met De Kast samen tijdens diverse gelegenheidsconcerten en voor de opname van de soundtrack van de film De Hel van '63. Als nevenproject had Van der Ploeg samen met de andere bandleden van Spanner Syb & Band. Ze brachten met hun show een ode aan de beste popnummers aller tijden.
In 2005 bracht Kayak een rockopera uit: Nostradamus: Fate of Man. Van der Ploeg vertolkte de rol van Julius Caesar Scaliger en ging mee op de theatertournee. Vanaf 12 juli 2006 was hij te zien in de musical Rembrandt. Hij was daarin de alternate, de vaste vervanger, van hoofdrolspeler Henk Poort die de rol van de schilder speelde. Begin 2007 startte Van der Ploeg - in samenwerking met onder anderen Mir (beter bekend als Mirjam Timmer van voormalig popduo Twarres) en Julian Thomas - een avondvullende popvoorstelling met de populairste Amerikaanse 'West Coast'-nummers aller tijden genaamd Motel Westcoast. Vanaf 2007 was er elke twee jaar een theatertournee met deze groep artiesten. In 2012 kwam er een "spin-off" bij onder de noemer "Best of Britain", die  om de twee jaar in de theaters te zien en horen was. Hier met muziek van Britse muzikanten in bijna dezelfde bezetting als in "Motel Westcoast".
In 2009 toerde Van der Ploeg langs de theaters met de voorstelling Sonneveld Voor Altijd! waarin hij samen met Frits Sissing, Trudy Labij, Suzan Seegers en Roberto de Groot verschillende liedjes van Wim Sonneveld ten gehore bracht. In 2010 nam hij deel aan het programma De beste zangers van Nederland. Op Witte Donderdag 21 april 2011 vertolkte Van der Ploeg de hoofdrol van Jezus in The Passion. Dit is het muzikaal-Bijbelse evenement vanuit de binnenstad van Gouda, door EO en RKK rechtstreeks uitgezonden op Nederland 3, Radio 2 en internet. Als protest tegen het voornemen om het centrum van de schaatswereld te bouwen in Almere, de Icedôme, in plaats van Thialf maakte Van der Ploeg samen met cabaretier Rients Gratama het protestlied Almere kolere.
In 2017 speelde hij brugwachter van der Wal in het Sinterklaasjournaal. In de zomer van 2021 vertolkte Van der Ploeg de rol van Hidde in de bioscoopfilm De Kameleon aan de ketting, tevens bracht hij met de hoofdrolspelers een nummer uit dat diende als titelsong. Datzelfde jaar was Van der Ploeg te zien in de rol van schoolmeester tijdens het live tv-evenement Scrooge Live in Leeuwarden.
Van der Ploeg is getrouwd. Hij heeft een dochter uit een vorige relatie en een dochter en een zoon uit zijn huidige relatie. Met een ex-partner kreeg hij in 2004 tweelingzoons, die beiden kort na de geboorte overleden.

## Discografie

### Albums
| Album met eventuele hitnotering(en) in de Nederlandse Album Top 100 | Datum van verschijnen | Datum van binnenkomst | Hoogste positie | Aantal weken | Opmerkingen     |
| ------------------------------------------------------------------- | --------------------- | --------------------- | --------------- | ------------ | --------------- |
| Hillich fjoer / Heilig vuur                                         | 2008                  | 15-03-2008            | 11              | 14           |                 |
| 't Verschil Is Oeral Geliek                                         | 2014                  |                       |                 |              | Met Gé Reinders |

### Singles
| Single met eventuele hitnotering(en) in de Nederlandse Top 40 | Datum van verschijnen | Datum van binnenkomst | Hoogste positie | Aantal weken | Opmerkingen                                                                 |
| ------------------------------------------------------------- | --------------------- | --------------------- | --------------- | ------------ | --------------------------------------------------------------------------- |
| Als ik jou zie                                                | 2008                  | 23-02-2008            | 22              | 4            |                                                                             |
| Koningslied                                                   | 19-04-2013            | 27-04-2013            | 2               | 4            | als onderdeel van Nationaal Comité Inhuldiging / Nr. 1 in de Single Top 100 |

| Single met hitnotering(en) in de Vlaamse Ultratop 50 | Datum van verschijnen | Datum van binnenkomst | Hoogste positie | Aantal weken | Opmerkingen                                    |
| ---------------------------------------------------- | --------------------- | --------------------- | --------------- | ------------ | ---------------------------------------------- |
| Koningslied                                          | 2013                  | 11-05-2013            | 41              | 1            | als onderdeel van Nationaal Comité Inhuldiging |